# Niederkassel
Niederkassel (amtliche Schreibweise bis 14. August 1936: Niedercassel) ist eine Stadt im Rhein-Sieg-Kreis im Süden Nordrhein-Westfalens. Sie liegt zwischen Köln und Bonn.

## Geographie

### Geographische Lage
Die Stadt Niederkassel erstreckt sich fast 12 km entlang des rechten Rheinufers, der Stadtteil Niederkassel liegt bei Rheinkilometer 666. Niederkassel liegt zwischen den Großstädten bzw. Oberzentren Köln, Bonn und Troisdorf, die durch günstige Verkehrsanbindung innerhalb von 20 Minuten zu erreichen sind. Im Süden der Stadt, bei Mondorf, mündet die Sieg in den Rhein.

### Stadtgliederung
Niederkassel besteht aus den Stadtteilen Lülsdorf, Mondorf, Niederkassel, Ranzel, Rheidt, Uckendorf und Stockem.

## Geschichte

### Jungsteinzeit – Eine der ältesten bäuerlichen Niederlassungen in Nordrhein-Westfalen

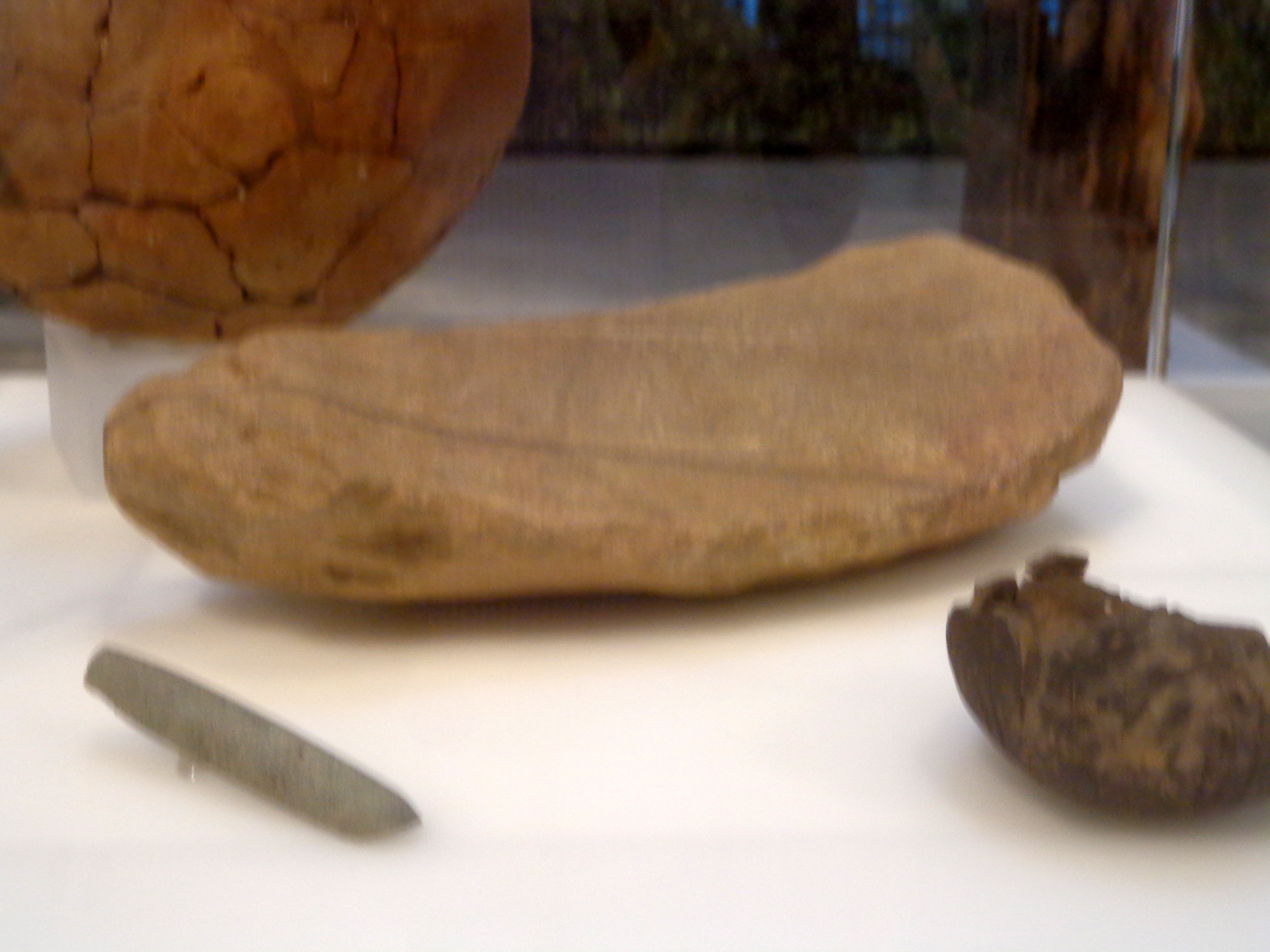
Jungsteinzeitlicher Mahlstein, Dechsel und Töpfe, die u. a. bei Ausgrabungen in Uckendorf gefunden wurden.

An der Umgehungsstraße zwischen Uckendorf und Weilerhof liegt die Fundstelle einer 7300 Jahre alten Siedlung. Sie gehört zu den ersten Nachweisen für sesshafte Bauerngemeinschaften auf dem Gebiet von Nordrhein-Westfalen. Im Vorfeld von Straßenbauarbeiten konnten durch archäologische Untersuchungen 14 Häuser der Jungsteinzeit nachgewiesen werden. Diese bestanden ursprünglich aus einer Konstruktion von Eichenpfosten. Die Wände waren aus Haselnuss- oder Weidenruten geflochten und mit Lehm verputzt. Es handelt sich um die ersten Häuser Mitteleuropas, die eine Länge von über 40 Metern erreichen konnten. Sie waren regelrechte Bauernhöfe.

### Frühe Bronzezeit bis Spätantike

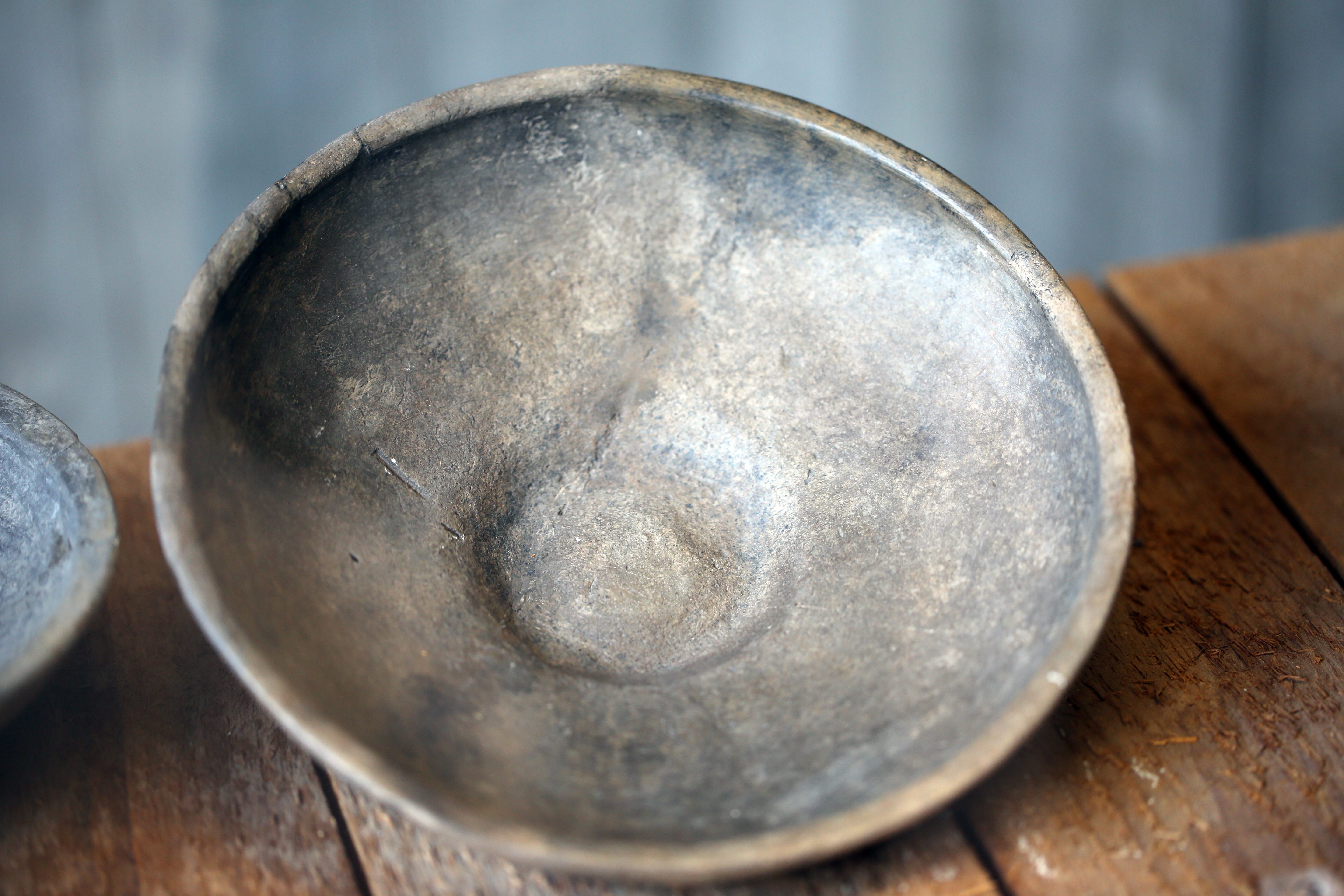
Keramikschale der Frühen Eisenzeit. FO. Niederkassel

Aufgrund des recht unruhigen Rheinstroms, der durch Überschwemmungen weite Teile des Siedlungslandes überdeckte, gaben die frühen Siedler der Bronzezeit von 2000 bis 800 v. Chr. ihre Plätze bald auf. In der Eisenzeit änderten sich offensichtlich diese Verhältnisse, denn die Besiedlung ist durch einige Funde aus Lülsdorf, Niederkassel und Mondorf belegbar. Die Römer stießen im letzten vorchristlichen Jahrhundert zum Rhein vor und befestigten das linke Rheinufer mit Kastellen, nur an den Brückenköpfen wie Köln-Deutz und Mainz-Kastel auch das rechte Ufer. Das Bonner Auxiliarkastell im Bereich des Bonner Marktplatzes stammt aus der zweiten Hälfte des 1. Jahrhunderts v. Chr. Etwa 60 Jahre danach entstand gegenüber dem Mündungsdelta der Sieg ein Legionslager – das Castellum Bonna – mit einer Quadratseitenlänge von 500 m. Zur römischen Kaiserzeit (Christi Geburt bis 400 n. Chr.) wurde der Siedlungsraum im Umland von Niederkassel bis auf wenige Ausnahmen aufgegeben.

### Spätantike bis frühe Neuzeit
Im 5. Jahrhundert zerbrach die Herrschaft der Römer und die fränkische Landnahme setzte ein. Eine regelrechte Besiedlung begann erst im 6. Jahrhundert durch die Franken und die merowingischen Herrscher am Rhein. In Niederkassel-Rheidt wurden seit Jahrzehnten bei Straßen- und Baumaßnahmen fränkische Gräber und andere Funde gemacht. Darunter eine Schmuckfibel als Besonderheit. Bei Erdarbeiten 1989 kam ein fränkisches Schwert (Sax) und Gebeine aus fränkischen Gräbern zum Vorschein. Die archäologischen Grabungen ergaben 38 Gräber mit Beigaben des täglichen Gebrauchs und Schmuck. Bei Frauengräbern sowie bei einem Männergrab war das Schwert beigegeben. Fundlage war auf dem Giersling im Werk Lülsdorf der ICIG. Diese beginnende Dauerbesiedlung führte dann später zur Gründung der heutigen Ortschaften.
Aus dem Jahre 722 stammt die älteste Erwähnung, die sich auf Cassele bezieht. Mondorf wird 795 und Rheidt 832 erwähnt. Die Siedlungen Niederkassel, Rheidt und Mondorf gehörten in karolingischer Zeit zum Auelgau, Lülsdorf zum Deutzgau. Lülsdorf wurde Ende des 14. Jahrhunderts mit den Kirchspielen Bergheim, Mondorf und Volberg zum bergischen Amt Lülsdorf vereinigt. Die Kirchspiele Niederkassel und Rheidt fielen 1484 endgültig an das bergische Amt Löwenburg.

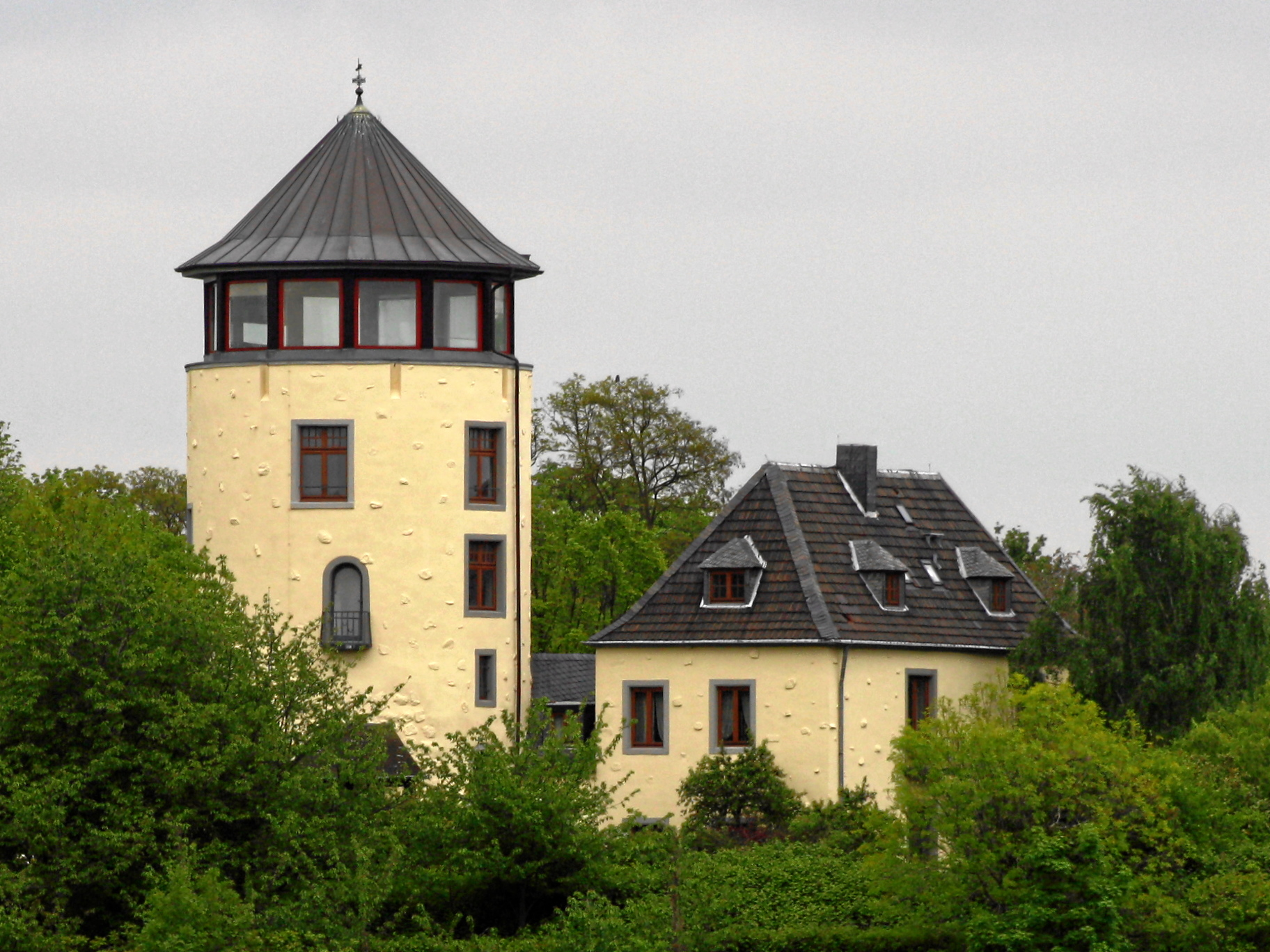
Burg Lülsdorf

Die Burg Lülsdorf war Verwaltungssitz der Vogtei und des späteren Amtes Lülsdorf und wurde ab 1553 zusammen mit dem Amt Löwenberg von einem Amtmann verwaltet, der seinen Sitz auf Burg Lülsdorf hatte.

### Frühe Moderne bis heute
Die Ende des 18. Jahrhunderts einsetzende französische Herrschaft brachte starke Veränderungen der Verwaltung und der Lebensbedingungen mit sich. Die Besitzungen der Kirche und die Staatsdomänen wurden vielfach für geringes Geld verschleudert. Durch den Wiener Kongress wurde 1815 beschlossen, dass das Rheinland zu Preußen kam. Unter der preußischen Verwaltung wurde 1816 der Kreis Siegburg im Regierungsbezirk Köln neu gebildet, der von 1822 an zur Rheinprovinz gehörte. Ebenfalls 1816 wurde die Bürgermeisterei Niederkassel zur Verwaltung der Gemeinden Lülsdorf, Niederkassel, Mondorf, Rheidt, Stockem und Uckendorf gebildet. Die Bürgermeisterei hatte zunächst ihren Sitz in Uckendorf (heute zweitkleinster Stadtteil), dann aber ständig in Niederkassel. 1927 wurde die Bürgermeisterei in Amt Niederkassel umbenannt. Im Zuge des Gesetzes zur kommunalen Neugliederung des Raumes Bonn (Bonn-Gesetz) wurde am 1. August 1969 das Amt Niederkassel aufgelöst und dessen sechs Gemeinden zur neuen amtsfreien Gemeinde Niederkassel zusammengeschlossen.
Am 1. Januar 1981 wurde Niederkassel zur Stadt erhoben. Seit 1975 hat die Einwohnerzahl der Stadt von rund 24.300 um über 50 Prozent auf heute rund 38.000 zugenommen.

### Einwohnerentwicklung

Einwohnerentwicklung von Niederkassel von 1816 bis 2016

| Jahr 1 | Einwohner |
| ------ | --------- |
| 1816   | 00.782    |
| 1852   | 00.791    |
| 1871   | 00.703    |
| 1905   | 00.701    |
| 1961   | 01.821    |
| 2004   | 36.766    |
| 2016   | 37.828    |
| 2023   | 0038.564  |

### Konfessionsstatistik
Die Verteilung der Stadtbevölkerung nach ihrer Religionszugehörigkeit (Stand 28. November 2023) ist katholisch 37,8 % (15.536 Einwohnern), evangelisch 16,9 % und sonstige/keine 45,4 % (18.690 Einwohnern). Laut Zensus 2011 waren damals 48,6 % der Stadtbevölkerung katholisch, 20,2 % evangelisch, und 31,2 % gehörten anderen oder keiner öffentlich-rechtlichen Religionsgemeinschaft an.

## Politik

### Stadtrat
Der Stadtrat ist die kommunale Volksvertretung der Stadt Niederkassel. Über die Zusammensetzung entscheiden die Bürger alle fünf Jahre. Die letzte Wahl fand am 13. September 2020 statt.

### Bürgermeister
Bürgermeister von Niederkassel war von 1989 bis 2009 Walter Esser (CDU). Zu seinem Nachfolger wurde Stephan Heinrich Vehreschild (CDU) gewählt, der 2014 und 2020 im Amt bestätigt wurde. Aus gesundheitlichen Gründen ging er bereits vorzeitig zum 31. Dezember 2023 in den Ruhestand. Am 10. Dezember wurde Matthias Großgarten (SPD) zum neuen Bürgermeister gewählt, der sein Amt am 1. Januar 2024 antrat.

### Wappen
| Wappen von Niederkassel | Blasonierung: „In einem Halbrundschild mit rotem Hintergrund und grünem Wellenschildfuß erhebt sich in Silber eine Burg. Zwischen zwei Türmen befindet sich das Wappen des Geschlechts derer von Lülsdorf mit rotem Gegenzinnbalken auf silbernem Grund.“ |
| Wappen von Niederkassel | Wappenbegründung: Die Darstellung zusammen mit dem Wellenschildfuß verbindet die Lage der heutigen Stadt am Rhein mit der Bedeutung der ehemaligen Vögte von Lülsdorf und ihrer Burg, dem späteren Sitz der herzoglichen Amtmänner. Die Herren von Lülsdorf führten den roten Wechselzinnenbalken in Gold, das erste Geschlecht der Bergischen Grafen bis 1225 als Doppelzinnenbalken in schwarz. |

### Städtepartnerschaften
Niederkassel unterhält Städtepartnerschaften mit Premnitz in Brandenburg und mit Limassol in Zypern.

## Kultur und Sehenswürdigkeiten

### Bauwerke
- Pfarrkirche St. Matthäus mit romanischem Turm um 1200

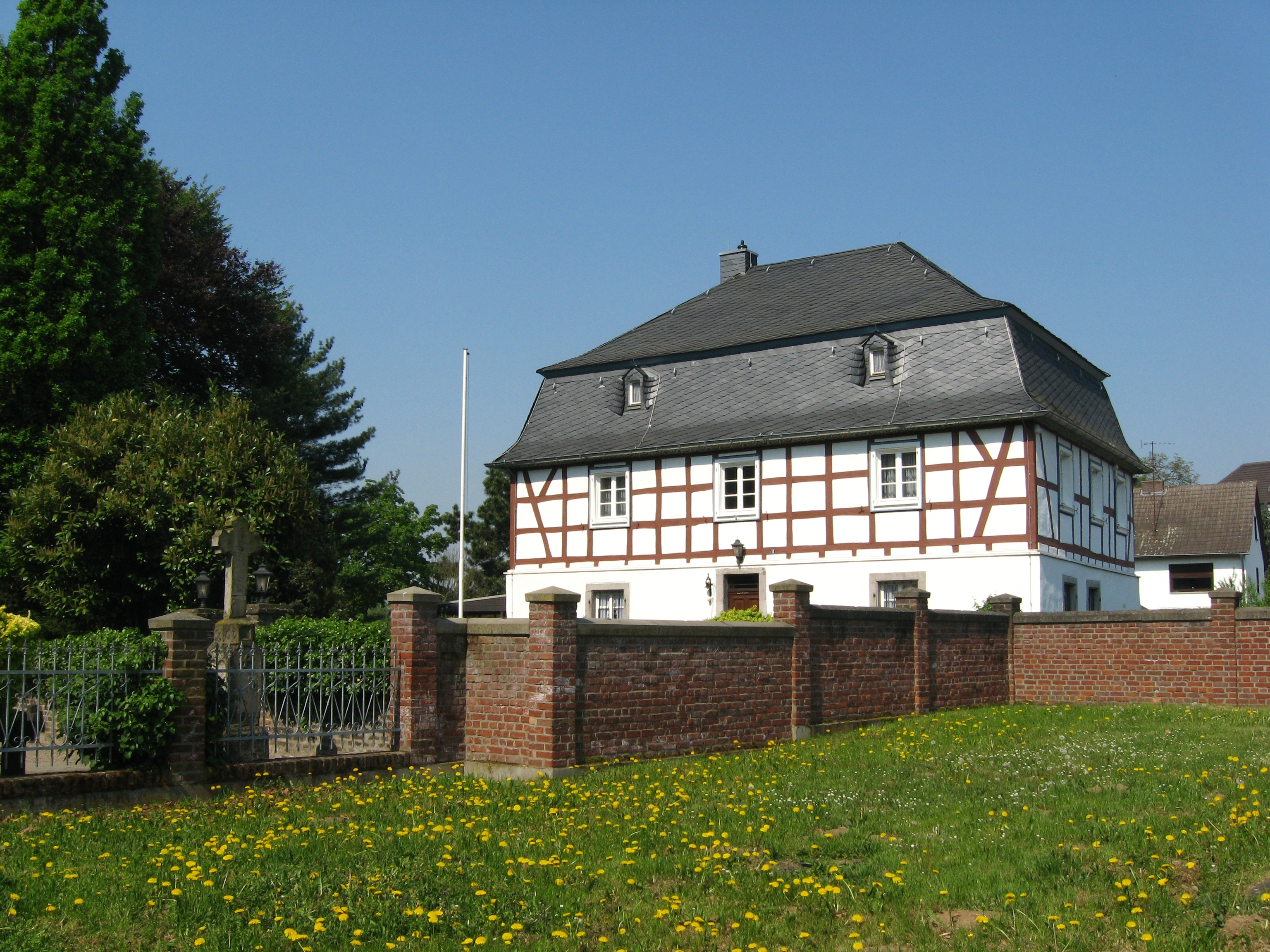
Pfarramt St. Matthäus
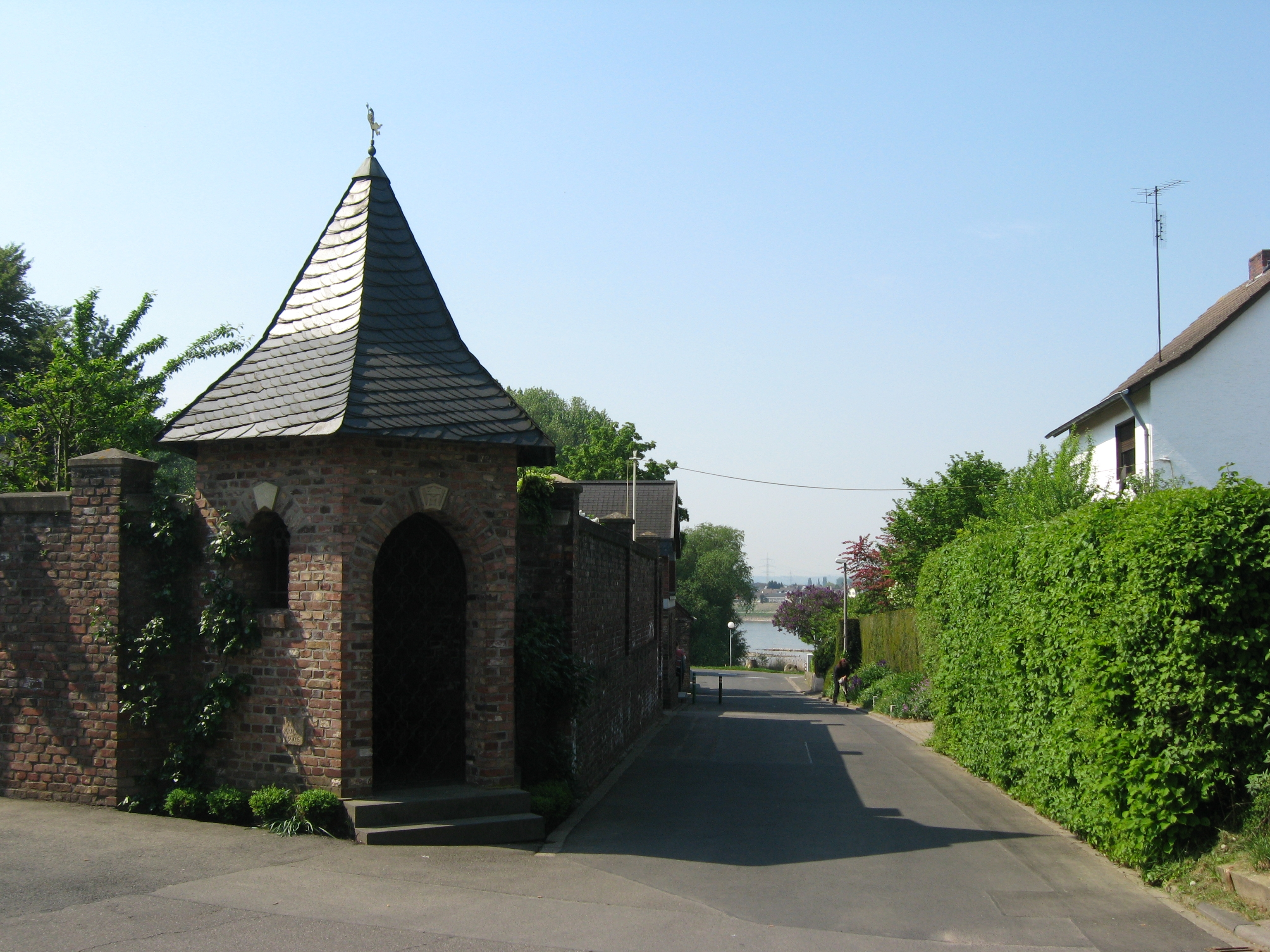
Kapellchen am Friedhof
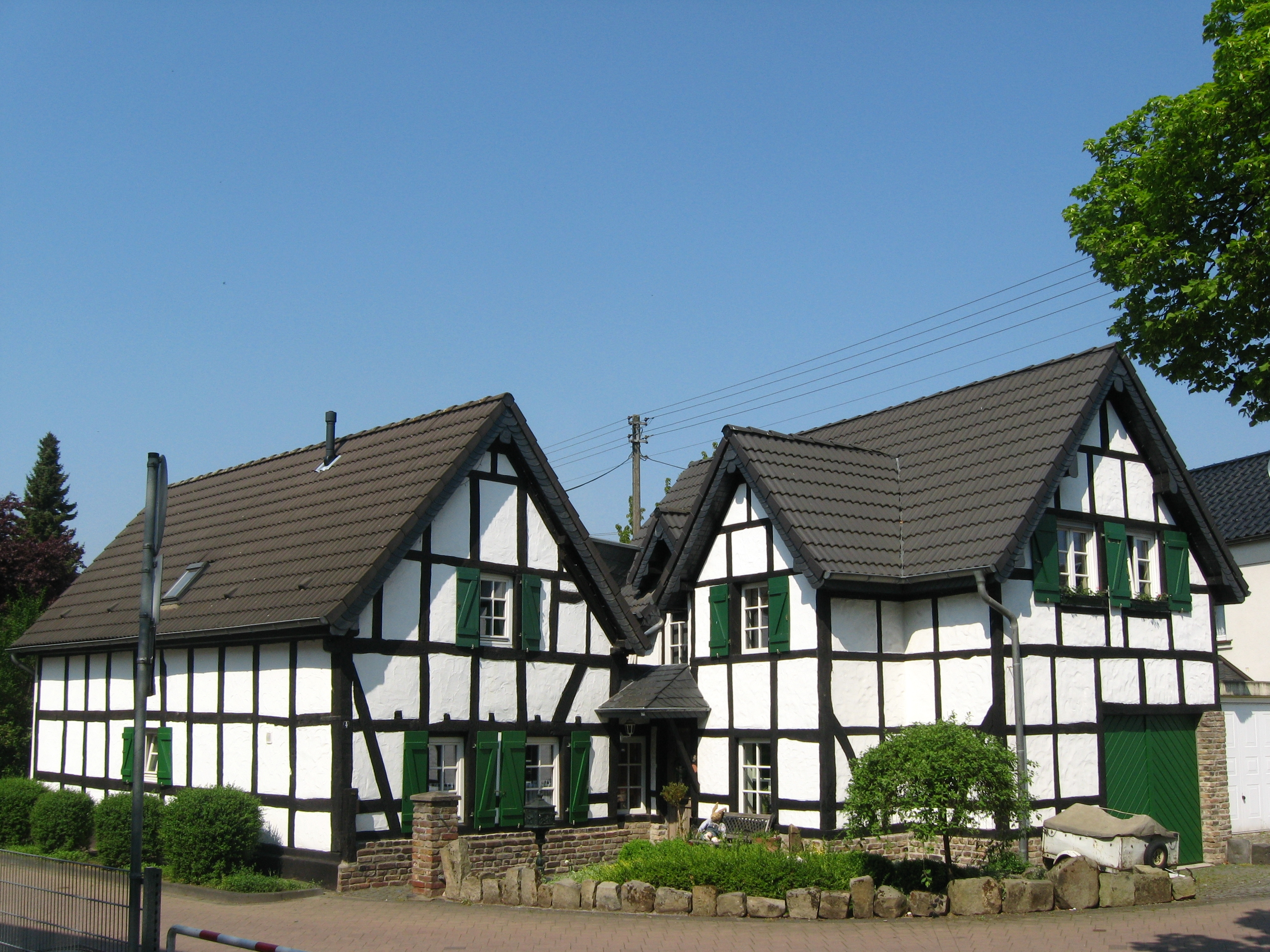
Fachwerkhäuser
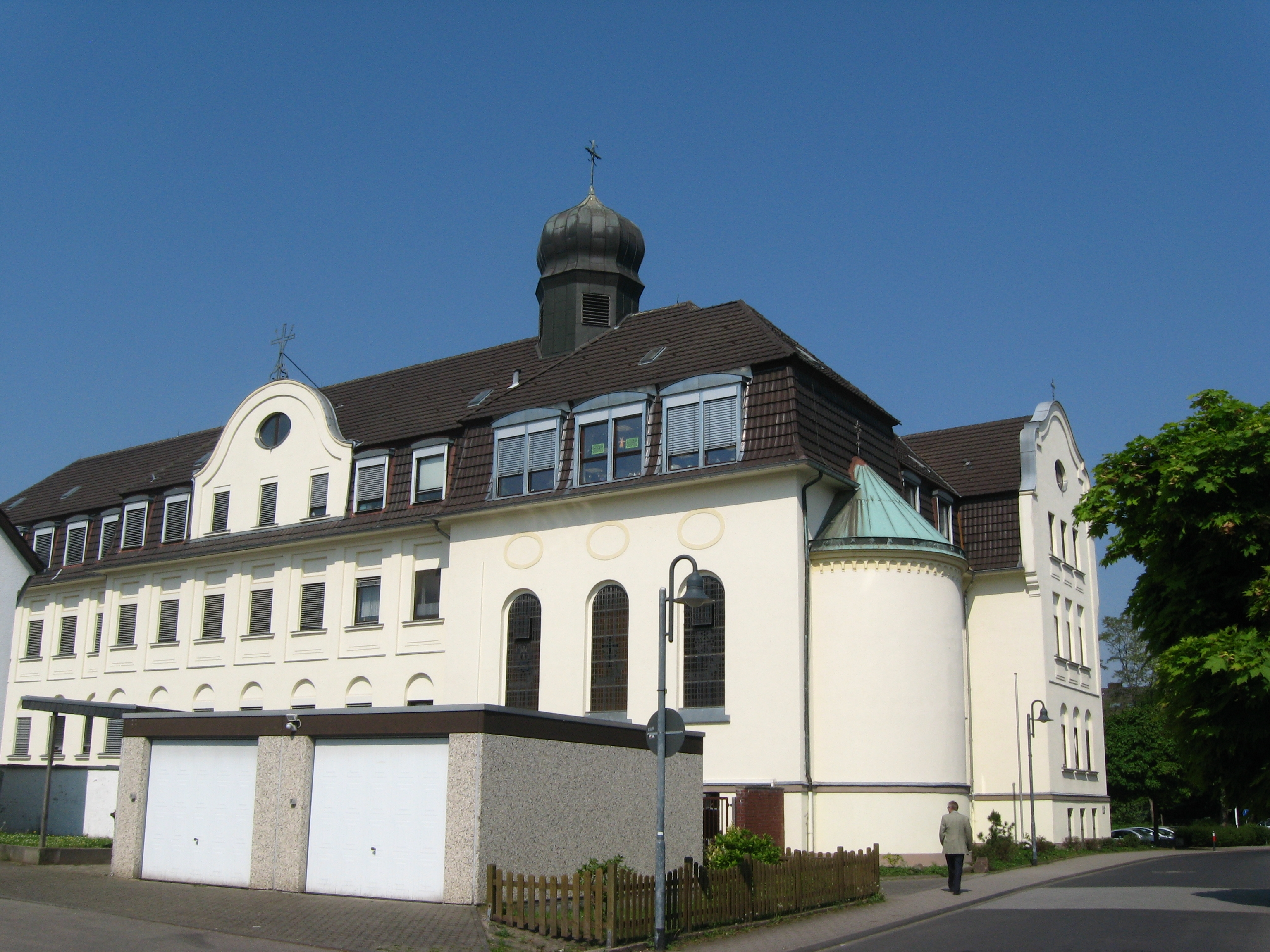
Seniorenheim Elisabeth

### Sport

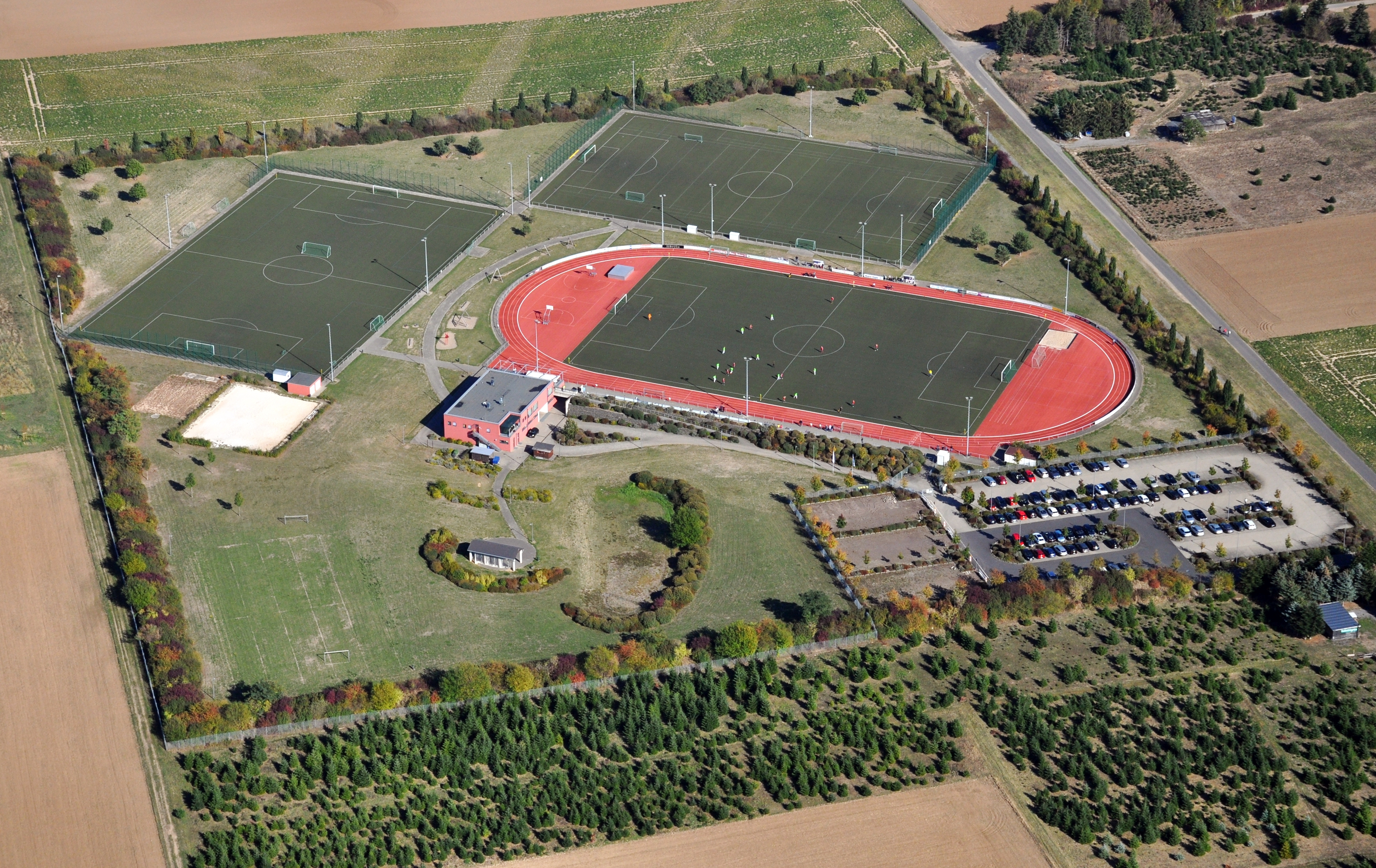
Sportpark Süd bei Niederkassel-Rheidt, Luftbild aus nordwestlicher Richtung

Aufgrund seiner Lage am östlichen Ufer des Rheins, bietet Niederkassel Ruderern optimale Bedingungen. Die Rudergesellschaft Niederkassel von 1978 e. V. hat ihr Bootshaus im Mondorfer Hafen und widmet sich vor allem dem Freizeit- und Wanderrudern.
Überregionale Bedeutung genießt im Tischtennis die Tischtennisgemeinschaft Niederkassel 1958 e. V., die in den späten 1980ern mit einer Damenmannschaft in der 2. Tischtennis-Bundesliga vertreten waren.
Die Spielvereinigung Lülsdorf-Ranzel 1959 e. V. bietet wiederum mit ihren elf Abteilungen und rund 2500 Mitgliedern ein breites Angebot vom Individual- bis zum Mannschaftssport, wie Schwimmen, Leichtathletik oder Handball.
Seit 2008 besteht im Süden von Niederkassel der Sportpark Süd als Heimspielstätte der insbesondere im Fußball aktiven Sportvereine FC Hertha Rheidt e. V. und TuS Mondorf 1910/1920 e. V., die ihre zuvor betriebenen Sportanlagen räumen mussten. Seit 2009 bündeln beide ihre Fußballjugendarbeit im Jugendfußballclub 09 Mondorf-Rheidt e. V. mit rund 30 Mannschaften und etwa 500 Jugendlichen.
Der reine Fußballverein 1. FC Niederkassel 1920/2010 e. V. engagiert sich mit rund 400 Mitgliedern hauptsächlich für Kinder und Jugendliche.

### Naturschutz
Für den Hochwasserschutz ist Niederkassel engagiert mit der Bereitstellung des Hochwasserschutzbeckens Langeler Bogen.
Nahezu alle Wälder in Niederkassel stehen unter Naturschutz.

### Naturdenkmäler
- Bergahorn auf dem Rheidter Werth[14]

## Wirtschaft und Infrastruktur

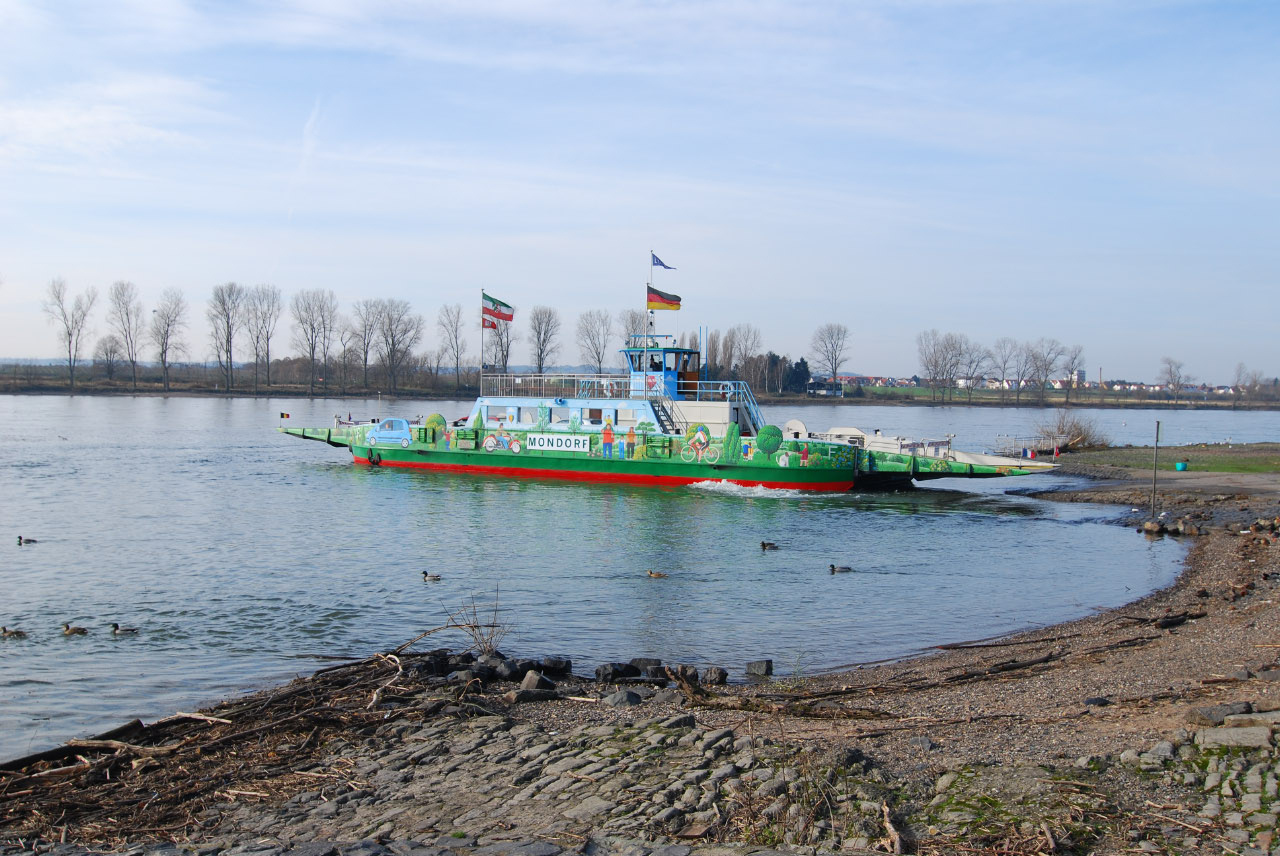
Die Rheinfähre in Mondorf

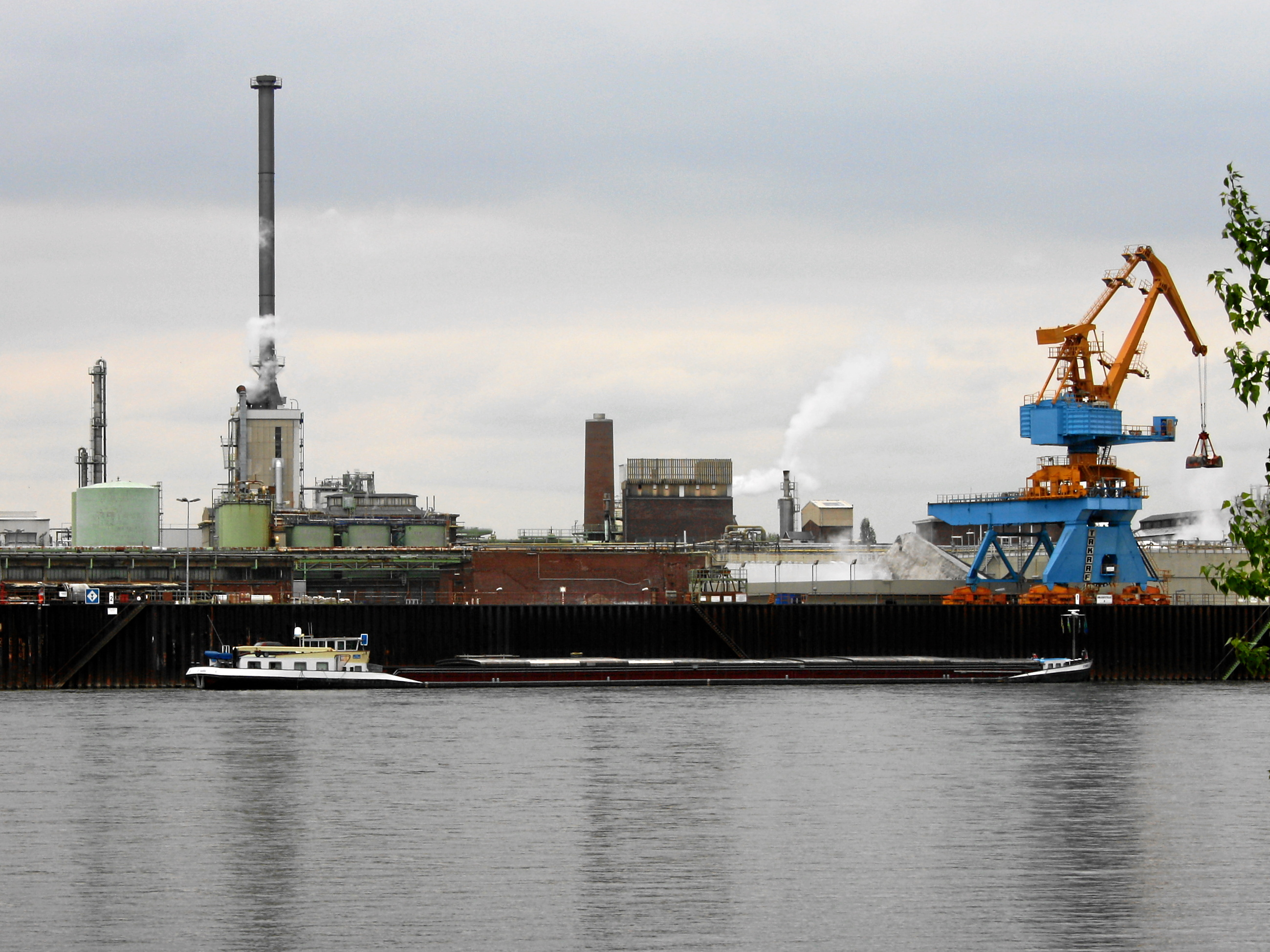
Der "Chemiepark Lülsdorf", größter Arbeitgeber Niederkassels

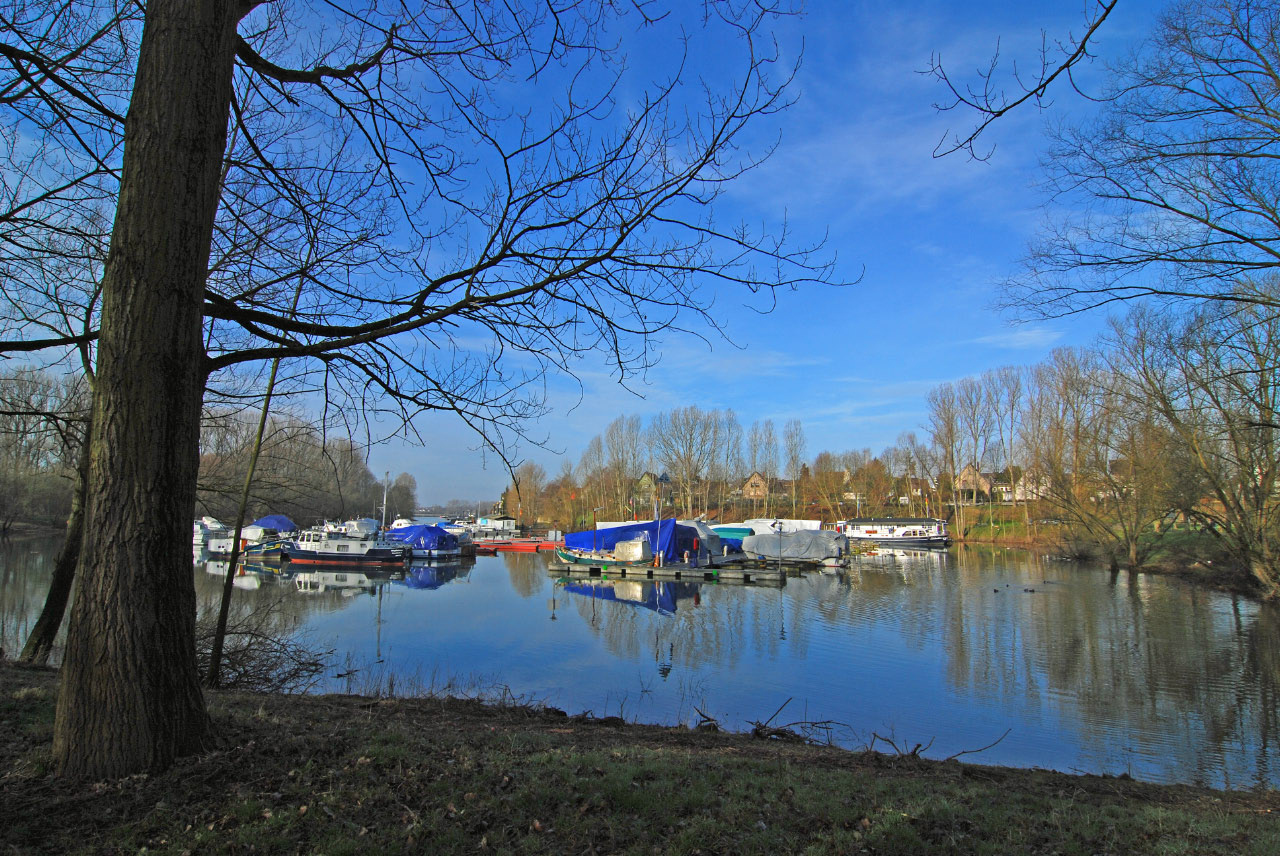
Der Yachthafen von Mondorf liegt in einem Altarm der Sieg am Rhein

### Bildung
Niederkassel verfügt über fünf Grundschulen und je ein Gymnasium, eine Gesamt-, Real-, Haupt- und Förderschule:
- Drei-Linden-Schule (Gemeinschafts-Grundschule Ranzel)
- Katholische Grundschule Lülsdorf
- Katholische Grundschule Mondorf
- Gemeinschaftsgrundschule Niederkassel
- Rheidter-Werth-Schule (Kath. Grundschule)
- Kopernikus-Gymnasium der Stadt Niederkassel
- Gesamtschule Niederkassel
- Alfred-Delp-Realschule Mondorf
- Laurentius Schule Mondorf (Förderschule)

### Verkehr
In der Stadt waren am 1. Januar 2018 26.069 Kraftfahrzeuge zugelassen, darunter 22.229 Pkw.
- Bundesautobahn 59, Anschlussstellen:
  - Köln-Wahn (Ranzel, Lülsdorf)
  - Troisdorf-Spich (Niederkassel)
  - Troisdorf-Sieglar (Mondorf)
- Bundesautobahn 565, Anschlussstelle Bonn-Beuel Nord
- Autofähre Mondorf – Bonn-Graurheindorf
- Personenfähre RheinSchwan Lülsdorf – Wesseling[17]
- Yachthafen in Mondorf

Im Güterverkehr besteht eine Bahnverbindung auf der Strecke Lülsdorf–Troisdorf der Rhein-Sieg-Verkehrsgesellschaft. Bis 1964 wurde diese Strecke mit Straßenbahnfahrzeugen auch im Personenverkehr bedient. Seitdem ist Niederkassel eine der größten deutschen Städte ohne SPNV. Eine Stadtbahn-Anbindung unter Einbindung der vorhandenen Strecke wird seit den 1990er Jahren diskutiert. Eine Machbarkeitsstudie wurde mit positivem Ergebnis erstellt.
Im ÖPNV gilt der Tarif des Verkehrsverbundes Rhein-Sieg (VRS).

## Persönlichkeiten

### In Niederkassel geboren
- Karl Schmitz (1924–1981), Fußballspieler
- Josef Schnabel (* 1934), Heimatforscher und Denkmalpfleger
- Ernst Dickmanns (* 1936), KI-Forscher, Robotiker, Raumfahrtingenieur
- Stephan Engels (* 1960), Fußballspieler
- Sascha Stegemann (* 1984), Fußballschiedsrichter

### Mit Niederkassel verbunden
- Johann Wilhelm Reche (1764–1835), Geistlicher, Schriftsteller und Kirchenlieddichter, lebte auf Gut Schneppenhof in Lülsdorf
- Helmut Loos (1924–2000), nordrhein-westfälischer Landespolitiker und Vorsitzender des Petitionsausschusses in Düsseldorf, lebte in Niederkassel
- Friedemann Immer (* 1948), Trompeter, lebt in Niederkassel
- Sabine Schulte (* 1976), Deutsche Meisterin 1997 und 1998 im Stabhochsprung, trainierte in der LG Bonn/Troisdorf/Niederkassel
- Lena Schöneborn (* 1986), Olympiasiegerin 2008 sowie Welt- und Europameisterin im Modernen Fünfkampf, begann ihre Karriere in der Schwimmabteilung der SpVgg Lülsdorf-Ranzel in Niederkassel
- Andreas Mies (* 1990), Tennisspieler, aufgewachsen in Niederkassel
- Malcolm Cacutalua (* 1994), Fußballspieler, aufgewachsen in Niederkassel

## Sonstiges
Für die Dauer der Fußball-Weltmeisterschaft 2006 war Niederkassel Gastgeber für die ivorische Fußballnationalmannschaft.